# 479
479 (CDLXXIX) fue un año común comenzado en lunes del calendario juliano, en vigor en aquella fecha. En el Imperio romano, el año fue nombrado el del consulado de Zenón sin colega, o menos comúnmente, como el 1232 Ab urbe condita, adquiriendo su denominación como 479 a principios de la Edad Media, al establecerse el anno Domini.

## Acontecimientos
- Ambrosio Aureliano se convierte en Rey de los Britones. Gobierna el sur de Gran Bretaña y lucha contra los anglosajones.
- Julio Nepote, antiguo emperador del Imperio romano de Occidente, lanza una acción militar en Dalmacia contra Odoacro, con el fin de retomar el control de Italia.

## Fallecimientos
- Samgeun, rey de Baekje.
- Shun Di, emperador de Liu Song.
- Wang Zhenfeng, emperatriz de Liu Song.
- Yūryaku, emperador de Japón.